# 陳敏 (法學家)
陳敏（1945年10月15日—），男，臺灣公法學者。國立臺灣大學法律學系學士、碩士，德國海德堡大學法學博士，國立政治大學法學院法律學系專任教授，中華民國司法院大法官（2008年就任）。

## 生平
國立政治大學法學院法律學系專任教授。參與財政部稅制委員會、科技部、行政院大陸委員會獎助之研究計畫。
曾擔任行政院、教育部法規委員會委員，台北市政府及財政部訴願審議委員會委員，參與審理地方稅、國稅及其他行政領域的訴願案件，對各個行政領域，尤其稽徵行政之實務亦有相當認識。
2008年9月12日總統馬英九提名陳敏為新任司法院大法官，於同月19日將咨文送交立法院，10月4日立法院行使同意權，獲同意票81張、不同意票0張、無效票1張。是年10月9日經總統令特任為司法院大法官，任期自2008年11月1日起至2016年10月31日止。

## 学术研究
- 陳敏教授任教將近30年，教學及研究專長為公法領域的憲法、行政法及租稅法，並著重相互的關聯，所發表的租稅法論文，皆深入討論理論及實務上具有重要性的法律問題，並致力於租稅法體系化的法學研究。
- 除一般學術論文外，並著有《行政法總論》一書，而該書體例繼承德國學者Wolff/Bachof/Stober三人所合著之行政法學總論，以篇幅鉅大、論述詳細著名，並廣為法律界教師、學子採用。該書自民國八十七年初版，至民國一百零八年為止，已至第十版。另外，其學術成果則多集中於稅法領域，有多篇論文發表於《政大法學評論》，並已集結成冊，是為《稅法總論》，其無論品質或影響，皆可足堪大家。

## 著作
- 《行政法總論》（2019年11月 10版）
- 《德國行政法院法逐條釋義》（主持及部分條文翻譯）（2002年）
- 《德國憲法學》（1985年）
- 《德國租稅通則》（2013年）
- 《稅法總論》（2019年2月1版）